# Get Set Go
Get Set Go est un groupe de rock indépendant américain, originaire de Highland Park, Los Angeles, en Californie. Ils sont généralement perçus comme du rock indépendant. La plupart de leurs textes sont écrits par Micheal Torres, alias Mike TV. Ils sont connus pour mêler des paroles sombre avec des mélodies enjouées. Ils doivent sûrement leur succès au fait que leurs chansons ont été utilisées dans différentes séries, telles que Grey's Anatomy ou Weeds.

## Biographie
Michael Torres forme Get Set Go avec son ami et lycéen Patrick Flores en 2002 à Highland Park, Los Angeles. Les deux enregistrent, sans grand sérieux, deux albums sous les noms de Mike TV et Dr. Modo, respectivement. Le duo rencontre plus tard la batteuse Amy Wood, et commence à produire de la musique sous le nom de Vermicious K, qui plus tard change pour All Your Bass are Belong to Us (en référence à la phrase internet),. Cette année, le trio enregistre une démo trois pistes avec l'aide de Ben Vaughn et, finalement, signé chez TSR Records. Le groupe change de nouveau son nom, cette fois définitivement en Get Set Go, et publient leur premier album, So You've Ruined Your Life, en 2003.
Le groupe tourne à l'échelle nationale en soutien à l'album, mais font face à un manque de succès ; Wood et Flores partent alors pour se consacrer à une carrière solo. Torres tombe par la suite dans la dépression, et devient accro à l'héroïne en 2004,,,. En 2005, Torres réussit à se sevrer et à recruter de nouveaux membres pour Get Set Go, comme le violoniste Eric Summer. À cette période, l'équipe de Grey's Anatomy entendent parler du groupe, et des chansons seront incluses dans la bande-son de la série, notamment Wait de So You've Ruined Your Life. En 2006, Ordinary World est publié, Les albums Selling Out and Going Home (2007) et Sunshine, Joy and Happiness: A Tragic Tale of Death, Despair and Other Silly Nonsense (2008) suivent. Comme pour So You've Ruined Your Life, ces albums manquent de succès malgré les tournées constantes.
Le groupe quitte TSR Records en 2009, et établit son propre label indépendant, Square Tire Music, en 2011. Une campagne sur Kickstarter est lancé afin de produire un cinquième album, Fury of Your Lonely Heart, qui sera publié le 20 septembre 2011. Deux EP, Loose Tongues... et Wicked Hands suivent en 2011 et 2012, respectivement. Tumors, leur sixième album studio, est publié en 2013. En 2014, Get Set Go devient le projet solo de Michael Torres après avoir emménagé à Austin, au Texas, en mai la même année.

## Membres

### Membre actuel
- Michael « Mike TV » Torres – chant, guitare, piano, basse, percussions, samples (depuis 2002)

### Anciens membres
- Eric Summer – violoncelle, chant (2005-2014)
- Dave Palamaro – batterie (2005-2014)
- Shawn Malone – guitare, chant (2013-2014)
- Jeremy Keeler – basse, chant (2010-2014)
- Colin Schlitt – basse, chant (2006-2010)
- Jim Daley – guitare, chant (2005-2009)
- Patrick « Dr. Modo » Flores – basse (2002-2004)
- Amy Wood – batterie (2002-2004)

### Membres live et session
- Nate Greeley – guitare, chant
- John Would – basse, guitare
- Ryan « Schmed » Maynes – claviers, guitare, chant
- Rick Vegas – batterie
- Sean Spillane – guitare, chant